# Meta Forkel-Liebeskind

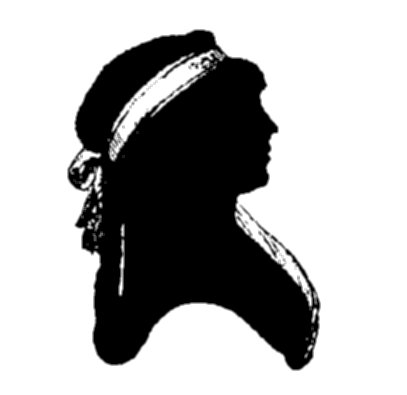
Meta Forkel-Liebeskind

Meta Forkel-Liebeskind, född 21 februari 1765, död 1853, var en tysk författare och översättare. Hon var en av de så kallade Universitätsmamsellen, en grupp på fem kvinnliga akademiker under 1700- och 1800-talen som var döttrar till akademiker vid universitetet i Göttingen, tillsammans med  Philippine Engelhard, Caroline Schelling, Therese Huber och Dorothea Schlözer.  